# Nyugat-prágai járás

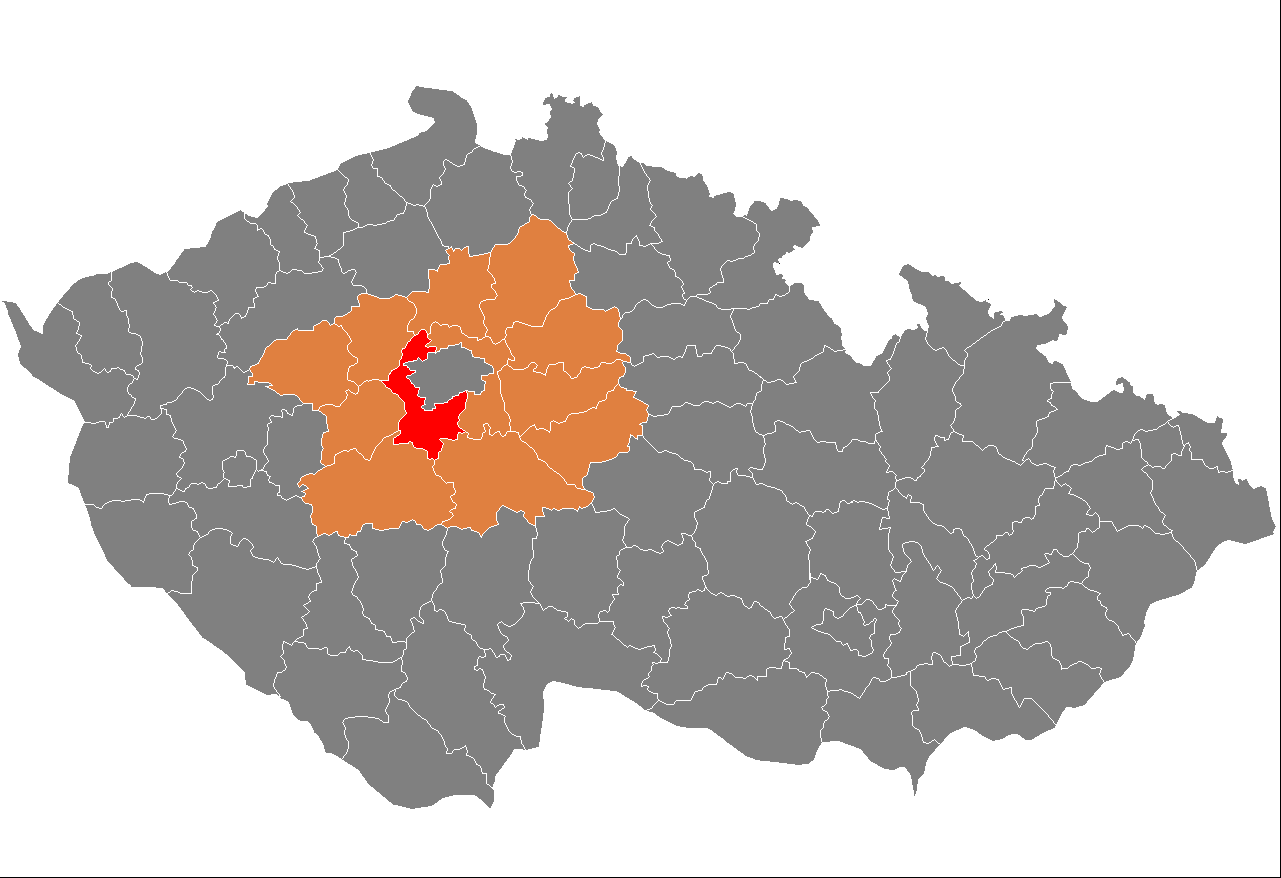
A Nyugat-prágai járás

A Nyugat-prágai járás (csehül: Okres Praha-západ) közigazgatási egység Csehország Közép-Csehországi kerületében. Székhelye Prága. Lakosainak száma 107 947 fő (2007). Területe 580,63 km².

## Városai, mezővárosai és községei
A városok félkövér, a mezővárosok dőlt, a községek álló betűkkel szerepelnek a felsorolásban.

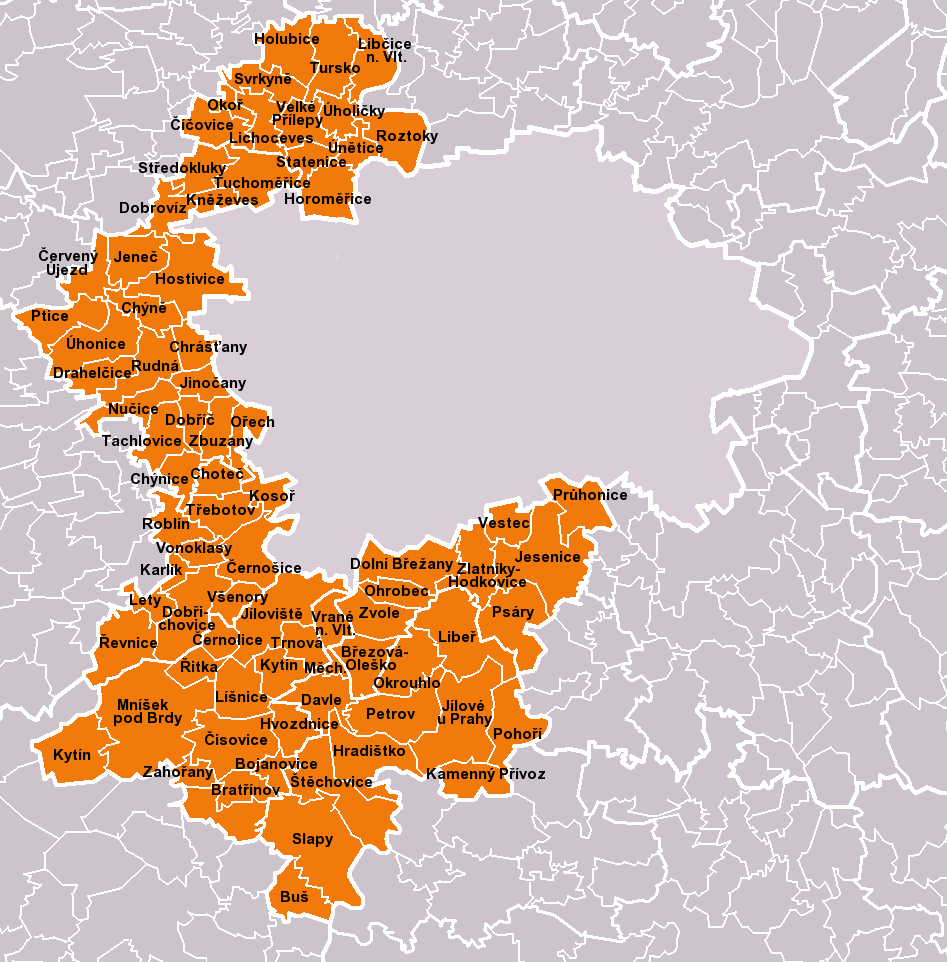
A Nyugat-prágai járás városai és községei

Bojanovice •
Bratřínov •
Březová-Oleško •
Buš •
Černolice •
Černošice •
Červený Újezd •
Choteč •
Chrášťany •
Chýně •
Chýnice •
Číčovice •
Čisovice •
Davle •
Dobříč •
Dobřichovice •
Dobrovíz •
Dolní Břežany •
Drahelčice •
Holubice •
Horoměřice •
Hostivice •
Hradištko •
Hvozdnice •
Jeneč •
Jesenice •
Jílové u Prahy •
Jíloviště •
Jinočany •
Kamenný Přívoz •
Karlík •
Klínec •
Kněževes •
Kosoř •
Kytín •
Lety •
Libčice nad Vltavou •
Libeř •
Lichoceves •
Líšnice •
Měchenice •
Mníšek pod Brdy •
Nučice •
Ohrobec •
Okoř •
Okrouhlo •
Ořech •
Petrov •
Pohoří •
Průhonice •
Psáry •
Ptice •
Řevnice •
Řitka •
Roblín •
Roztoky •
Rudná •
Slapy •
Statenice •
Štěchovice •
Středokluky •
Svrkyně •
Tachlovice •
Třebotov •
Trnová •
Tuchoměřice •
Tursko •
Úholičky •
Úhonice •
Únětice •
Velké Přílepy •
Vestec •
Vonoklasy •
Vrané nad Vltavou •
Všenory •
Zahořany •
Zbuzany •
Zlatníky-Hodkovice •
Zvole

## Fordítás
- Ez a szócikk részben vagy egészben  a   District of Prague-West című angol Wikipédia-szócikk ezen változatának fordításán alapul.  Az eredeti cikk szerkesztőit annak laptörténete sorolja fel. Ez a jelzés csupán a megfogalmazás eredetét és a szerzői jogokat jelzi, nem szolgál a cikkben szereplő információk forrásmegjelöléseként.
- Ez a szócikk részben vagy egészben  az   Okres Praha-západ című cseh Wikipédia-szócikk ezen változatának fordításán alapul.  Az eredeti cikk szerkesztőit annak laptörténete sorolja fel. Ez a jelzés csupán a megfogalmazás eredetét és a szerzői jogokat jelzi, nem szolgál a cikkben szereplő információk forrásmegjelöléseként.